# Idrossilammina reduttasi (NAD)
La idrossilammina reduttasi (NAD) è un enzima appartenente alla classe delle ossidoreduttasi, che catalizza la seguente reazione:
NH3 + NAD+ + H2O ⇄ idrossilammina + NADH + H+
L'enzima agisce anche su alcuni idrossammati.